# 高島丸
高島丸（たかしままる）は、日本郵船が保有した砕氷貨客船。1942年に樺太航路用に建造された日本で数少ない本格的な砕氷商船で、日本の近海砕氷船としては2011年現在でも史上最大級である。太平洋戦争中に日本陸軍に徴用され、千島列島方面の輸送任務に使用された。1944年6月に本土引揚げの民間人を輸送していたところを、アメリカ海軍潜水艦により撃沈された。

## 建造
第二次世界大戦前の日本では、樺太が日本統治下であったために、砕氷機能を有する商船の建造が比較的盛んであった。命令航路として樺太定期便が運航され、日本郵船系の近海郵船と大阪商船系の北日本汽船が、鉄道省の稚泊連絡船とともに就航していた。一方、当時の日本海軍は正規砕氷艦を「大泊」1隻しか保有しておらず、海軍以外でも専用砕氷船としては500トン以下の小型船2隻が満州と朝鮮にある程度だった。他に海軍艦艇では特務艦「宗谷」が若干の砕氷能力を備えている程度にとどまった。そこで、有事の際には北方作戦用に徴用するため、軍の統制下で有力な砕氷商船の建造計画が進められた。その結果、ライバル企業2社で1隻ずつの準同型船として建造が決まったのが、日本郵船の「高島丸」と大阪商船の「白陽丸」である。
「高島丸」は、三菱重工業横浜船渠で建造された。機関も横浜船渠製造で、石炭炊きのレンツ式レシプロエンジン2基を搭載している。1942年（昭和17年）7月31日に竣工検査を完了した。
完成した「高島丸」は長さ114.63m、総トン数5633トン、満載排水量8260トンに達した。この数値は近海郵船の既存砕氷貨客船「千歳丸」（2668総トン）より大きいのはもちろん、それまで日本最大の砕氷船だった稚泊連絡船「宗谷丸」（3593総トン）を大きく上回っており、海軍砕氷艦「大泊」（基準排水量2330トン）と比べると船体長が2倍近い。準姉妹船の「白陽丸」（5742総トン）のほうが本船より100総トン余り大きいため、すぐに日本最大の座こそ譲ったものの、その後の日本では両船を上回る規模の近海砕氷船は建造されておらず、2011年（平成23年）現在まで史上最大級の地位を保っている。
砕氷船としての機能も当時の日本船としては優れたもので、砕氷能力約1mとされる。船首は緩やかな傾斜を帯びた形状の砕氷型で、外板に25mm鋼板を2重に張った強固な構造だった。船体も丸みを帯びた断面の砕氷船独特のもので、舷側は喫水線上まで傾斜がかかっており、ローリング（横揺れ）が激しく乗り心地は良くなかった。また、船首と船尾および両舷に注排水タンクが設けられており、厚い氷に衝突して乗り上げた後、タンクに水を出し入れして船体を傾けることで砕氷する機能が付いていた。船体を船首尾方向に傾けるトリミングだけでなく、左右に傾けるヒーリングも可能なことは、「大泊」が有しない新機能だった。結氷期には、破損防止のためにスクリューを鋼製のものと換装する。

## 運用
本船の竣工時にはすでに太平洋戦争が勃発していたが、ただちに徴用は受けなかった。竣工から約5カ月は船舶運営会の下で民需用として使用され、青森・樺太間の定期航路に就航した。
1943年（昭和18年）1月に陸軍への徴用が決まり、宇品へ回航されて軍用船としての改装工事を受けた。船首に10cm砲1門が装備されたほか、20mm機関砲を4門、対潜用に爆雷投下機と爆雷6発が搭載されている。乗船して兵装の操作を担当する船砲隊も編成され、暁第902部隊の通称号が与えられた。備砲のうち10cm砲は海軍の艦載砲を譲り受けたものであったため、担当する海軍の下士官兵6人も派遣されている。乗員の回想によれば、最終時の乗員数は94人だった。
1943年2月19日から正式に陸軍徴用船となった「高島丸」は、小樽港を拠点にして北千島への増援部隊や補給物資の輸送に従事した。幌筵島まで太平洋側航路ならば片道2昼夜の行程だったが、結氷期のオホーツク海側では片道6日ほどかかった。ただし、氷海航行であれば敵潜水艦の攻撃のおそれもない利点があった。
1943年後半には北千島方面もアメリカ潜水艦などによる脅威が増大し、乗員に対してゴム製の救命用耐寒水中服が支給された。1943年9月18日には、4隻編制の船団に加入して幌筵島で荷役作業中にアメリカ軍機の空襲を受け、隣に碇泊中の輸送船「昭南丸」（5859総トン）が爆弾の直撃により中破したものの、本船は機銃弾3発命中のかすり傷で助かった。同年10月には旭川連隊区からの増援部隊1400人を北千島へ輸送する重要航海を行い、敵潜水艦の雷撃を回避して無事に幌筵島へ送り届けた。この任務の成功により陸軍大臣から表彰され、侍従武官の訪問と恩賜のたばこの配給も受けている。
本船の最後の航海は、小樽から幌筵島柏原への往復の帰途であった。柏原からの帰途には、陸軍の傷病兵や軍属120人と、本土へ引き上げる幌筵島の鮭鱒缶詰工場の従業員および家族101人が乗船した。ほかに郵便物など物資200トンと遺骨16柱も載せている。多数の人員を輸送中のため、特別に護衛の駆逐艦「初春」が随伴した。6月13日午前3時に出港した「高島丸」は、北東に欺騙針路をとった後に西進、その後に南下して宗谷海峡へ進む航路を選んだ。途中でソ連船（中立国）に2度も出くわしたため、さらに針路を変えながら進んだが、13日午後9時32分に松輪島西方20海里（37km）の地点でアメリカ潜水艦「バーブ」の雷撃を受けた。回避行動をとったものの魚雷1発が命中し、搭載爆雷の誘爆も起きて徐々に浸水、午後10時50分頃に総員退去が命じられた。便乗の陸軍将校が焦って救命ボートを切り離したため海に転落する者が出たものの、午後11時過ぎには救命ボートへの移乗が完了し、民間人には耐寒水中服も着せられた。「高島丸」は午後11時7分に北緯50度53分 東経151度42分 / 北緯50.883度 東経151.700度の地点で沈没した。護衛の「初春」は反撃を試みたが効果は無く、生存者を収容して幌筵島へ引き返した。犠牲者数は沈没までの時間が長かったために少なく、『船舶輸送間に於ける遭難部隊資料』によれば部隊18人・民間人9人、『日本郵船戦時戦史』によると船員の死亡は13人、駒宮（1987年）によると犠牲者15人である。田中房次船長は退去を拒んで船と運命をともにした。
最有力の砕氷船である「高島丸」の喪失は日本陸軍にとって大きな痛手となった。小樽にあった第5船舶輸送司令部の渡辺信吉少将は、本船の撃沈報告を受けて「北方作戦は終わりだ」と漏らしたという。なお、準姉妹船の「白陽丸」は海軍に徴用されたが、同年10月25日に本船とほぼ同地点で撃沈された。